# Phil LaMarr
Phillip LaMarr (24 de janeiro de 1967) é um ator, dublador e humorista americano. Um dos membros originais do elenco da esquete cômica MADtv, é conhecido também pelo breve mas memorável papel de Marv em Pulp Fiction, assim como por dar voz a personagens das séries animadas Futurama, Super Choque, Samurai Jack, Liga da Justiça, Liga da Justiça Sem Limites, Transformers Animated, Star Wars: The Clone Wars, e também dos jogos eletrônicos Star Wars: Knights of the Old Republic II: The Sith Lords, Metal Gear Solid 2: Sons of Liberty, Mercenaries: Playground of Destruction, Mercenaries 2: World in Flames, Jak and Daxter, Darksiders, Final Fantasy XII, Infamous, Metal Gear Solid 4: Guns of the Patriots Dead Island, Mortal Kombat X (fazendo a voz do Kotal Kahn) e Dota 2 (fazendo a voz de Pangolier).